# Luktolvon
Luktolvon (Viburnum carlesii) är en desmeknoppsväxtart som beskrevs av William Botting Hemsley, Forb. och Hemsl. Luktolvon ingår i släktet olvonsläktet, och familjen desmeknoppsväxter. Utöver nominatformen finns också underarten V. c. bitchiuense.

## Bildgalleri

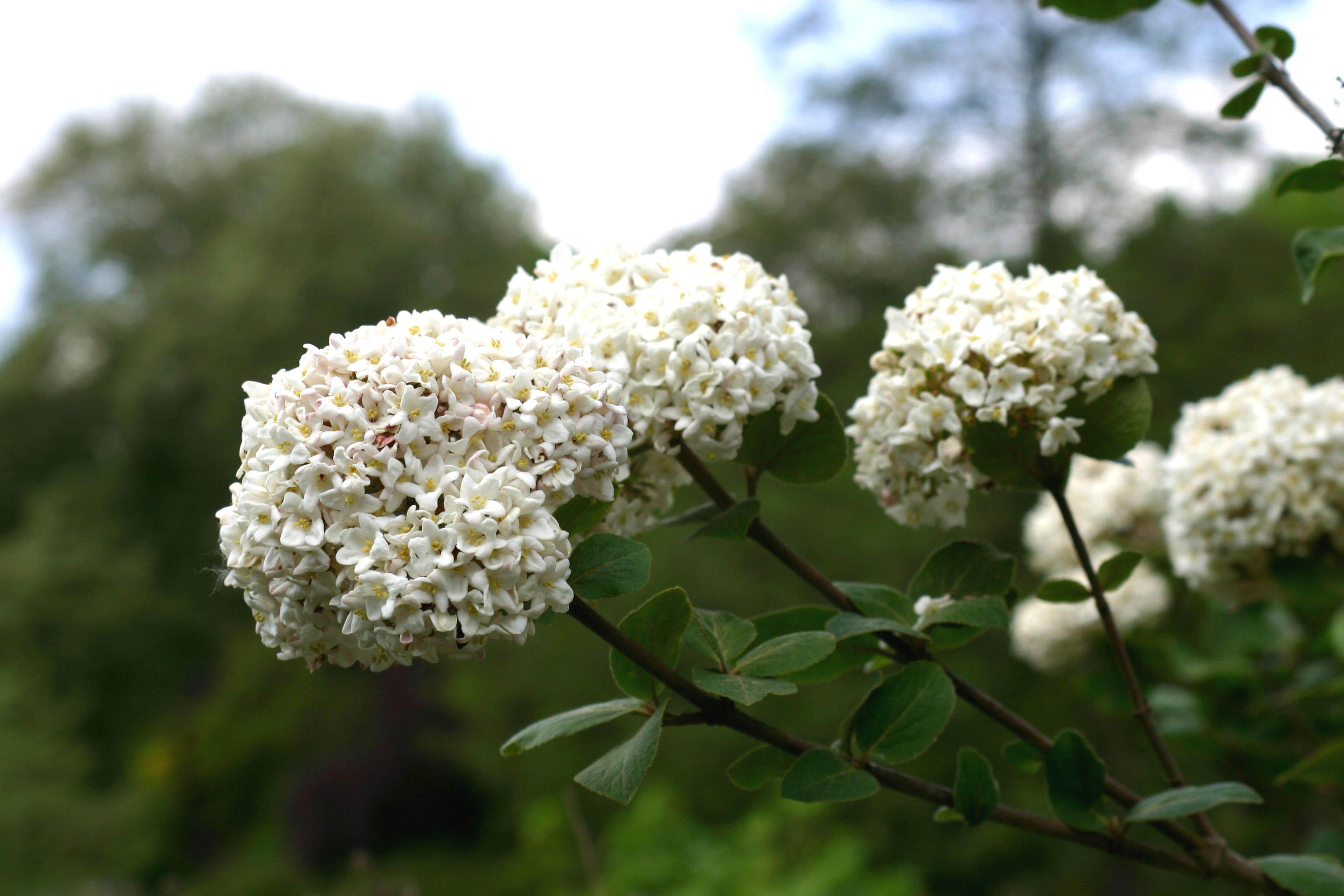
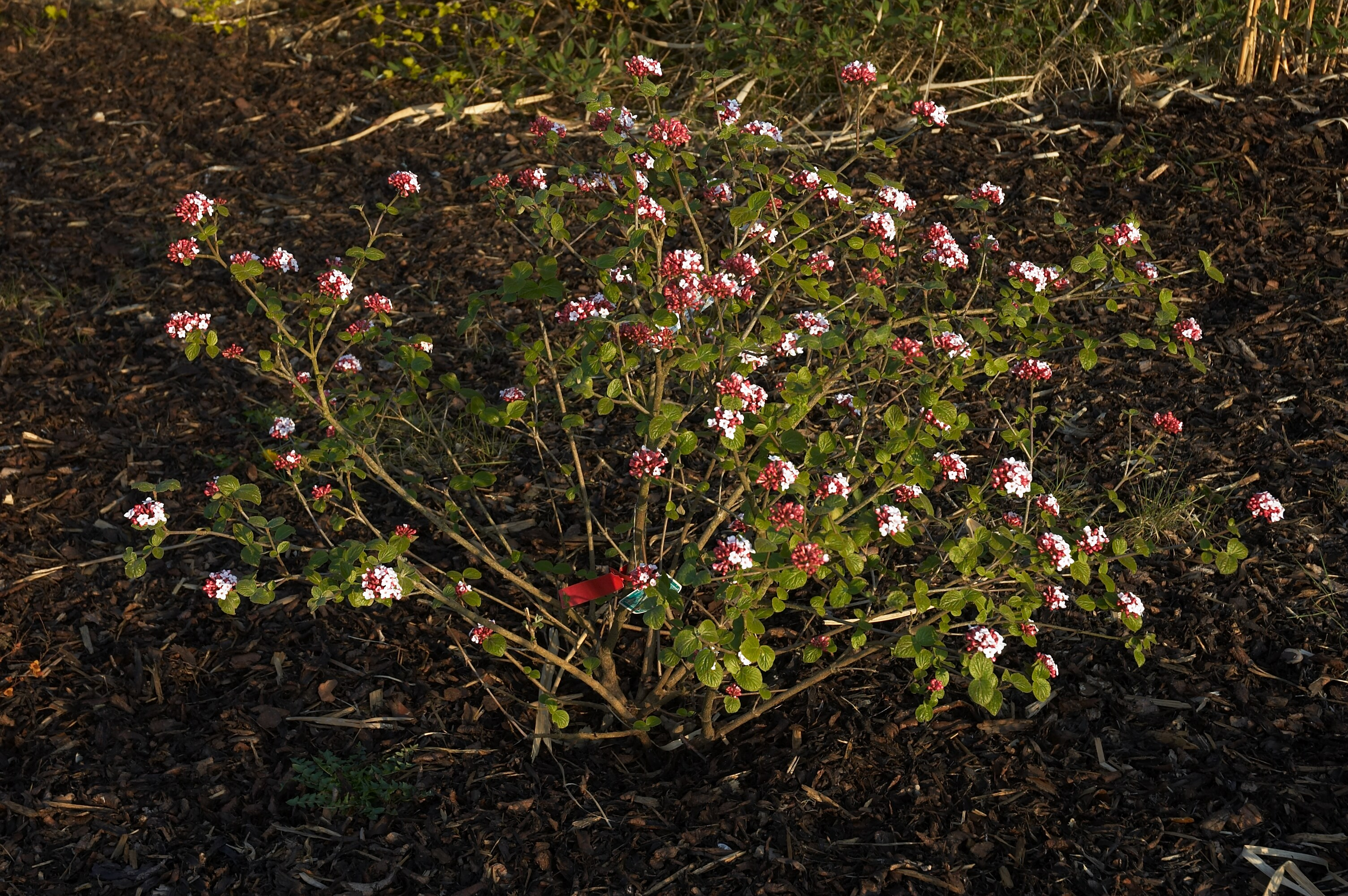
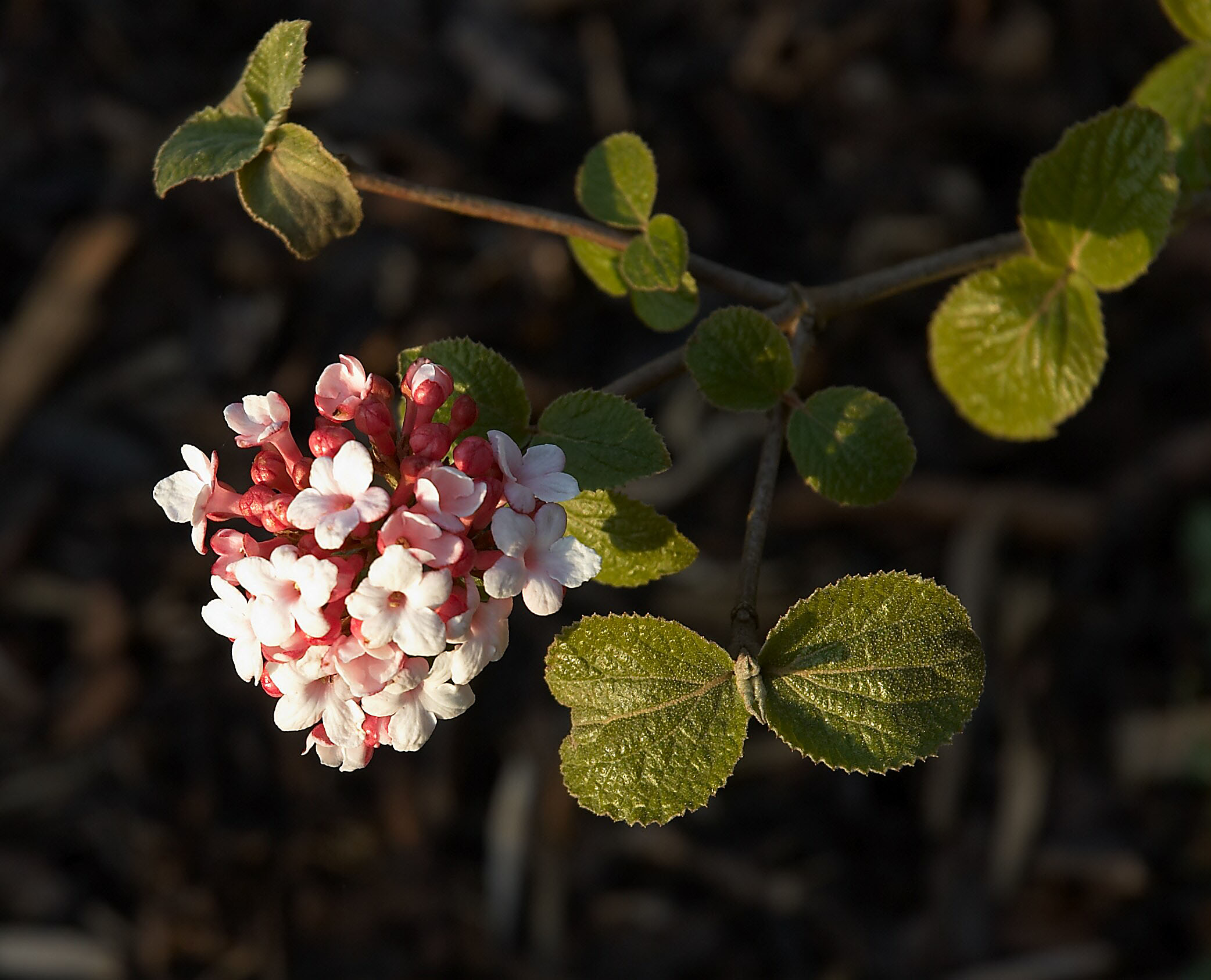
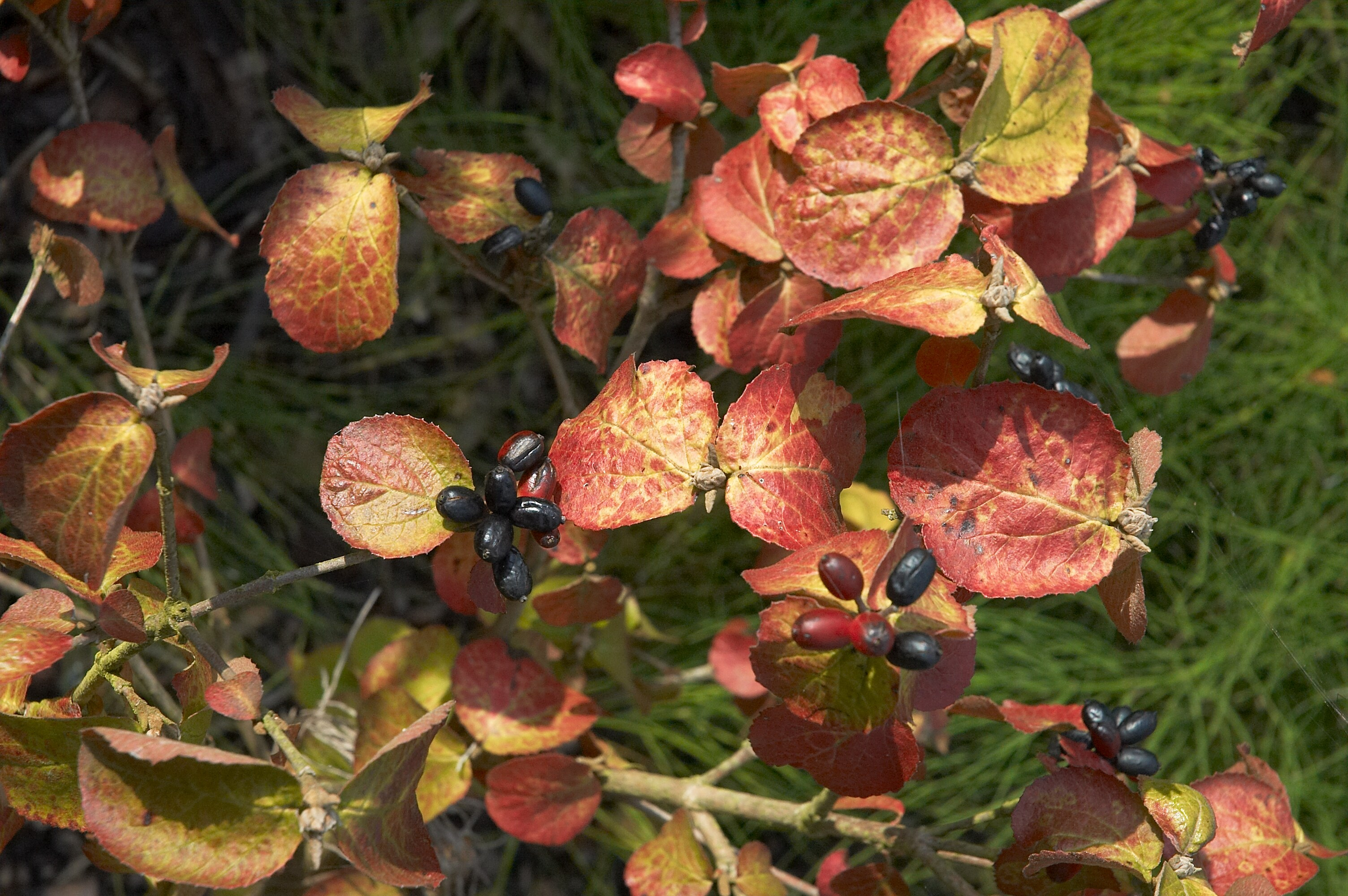
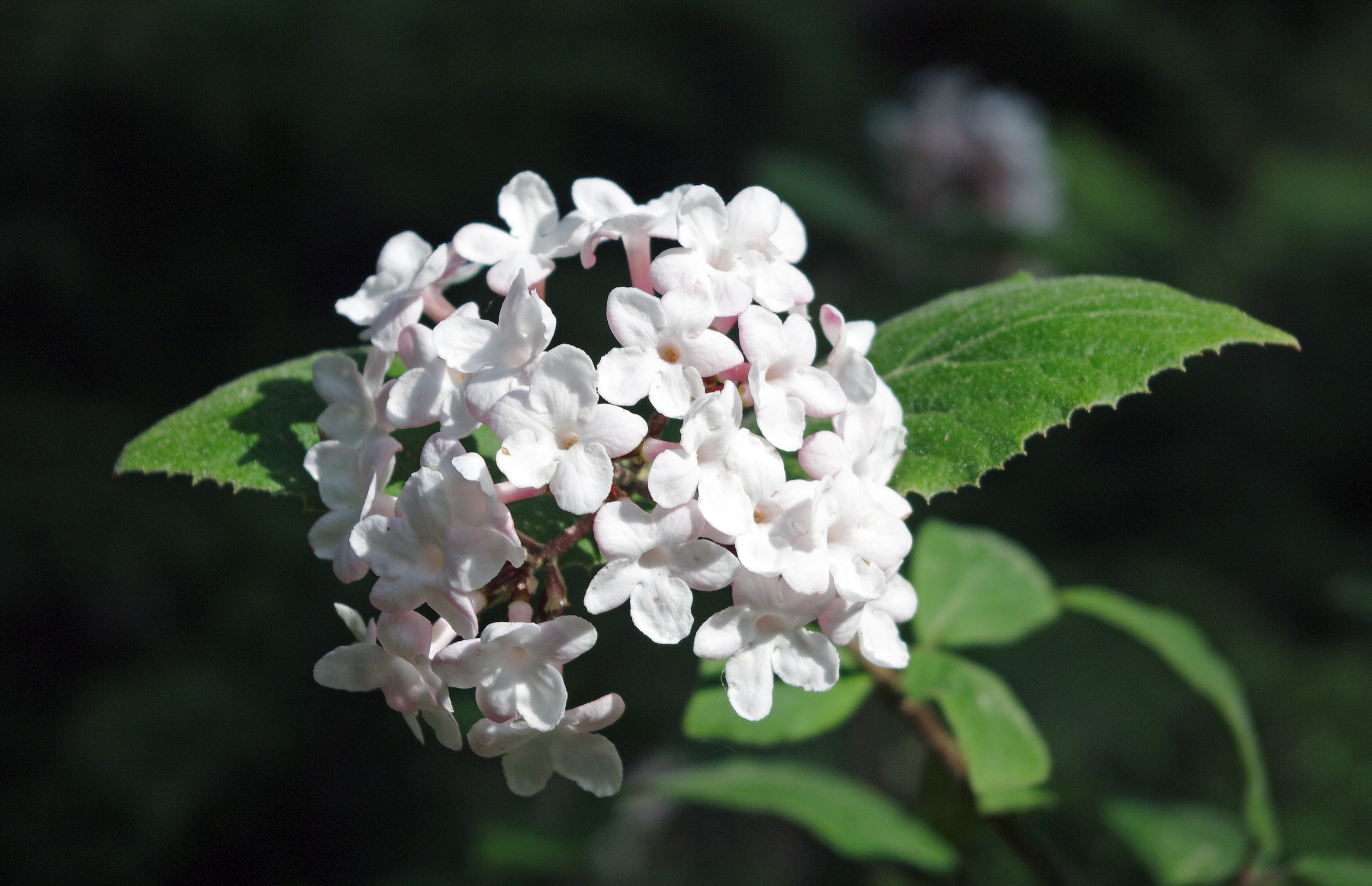
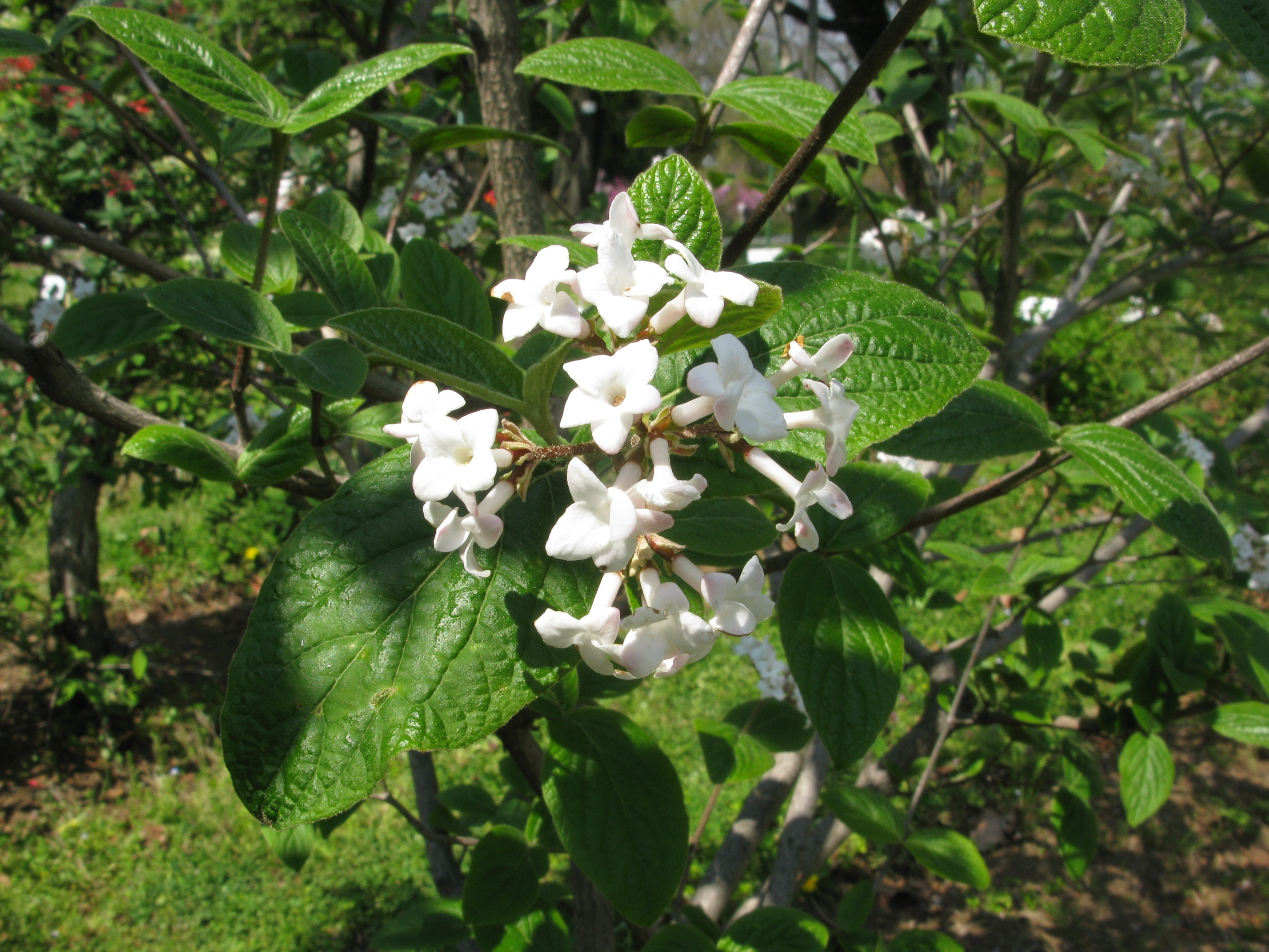